# 하이파이브 (영화)
하이파이브(Hi.5)는 2025년 5월 30일 개봉한 영화이다.

## 줄거리
평범과 비범의 경계에 선 다섯 명의 인물이 있다. 태권소녀 ‘완서’, 작가 지망생 ‘지성’, 프레시 매니저 ‘선녀’, FM 작업반장 ‘약선’, 그리고 힙스터 백수 ‘기동’이 그들이다. 이들은 한 의문의 장기 기증자로부터 각각 심장, 폐, 신장, 간, 각막을 이식받은 후 건강을 회복하게 된다. 그러나 이식과 함께, 전혀 예상치 못한 초능력이 각자에게 발현된다.
이들은 서로에게 나타나는 ‘특별한 표식’을 통해 동일한 장기 기증자로부터 이식을 받았음을 알게 되고, “우리, 뭔가 남다른 거 아니야?”라는 공감대 속에서 한 팀을 결성하기로 뜻을 모은다. 하지만 각자의 능력뿐 아니라 성격, 취향, 삶의 방식까지도 달라 이들이 함께할 때마다 갈등과 사건이 끊이지 않는다.
한편, 췌장을 이식받은 또 다른 인물, 신흥 종교의 교주 ‘영춘’은 이식 후 자신에게 생긴 특별한 능력에 확신을 가지게 된다. 그는 “나는 선택받았다. 이제 절대자가 될 시간이다”라며, 스스로를 초월적 존재로 여긴 채 나머지 이식자들을 찾아 나선다. 그의 목적은 단순한 조우가 아닌, 자신이 꿈꿔온 ‘절대 권능’을 완성하기 위한 것이다.

## 제작진

### 감독 · 각본
- 강형철

## 출연진
- 이재인 : 박완서 역
- 유아인 : 황기동 역
- 안재홍 : 박지성 역
- 라미란 : 김선녀[1] 역
- 김희원 : 허약선 역
- 박진영 : 영춘 역
- 오정세 : 박종민 역
- 신구 :노년 영춘 역
- 장광 : 병춘 역
- 진희경 : 춘화 역 - 영춘의 딸
- 유승목 : 송호림 역
- 박형수 : 조상만 역
- 오하늬 : 소방관 아내 역
- 김도경 : 소방관 역
- 이규영 : 서영춘 경호원 역
- 김원해 : 오 닥터 역 - 장기 이식 수술 의사 (특별출연)
- 이동휘 : 고 닥터 역 - 장기 이식 수술 의사 역 (특별출연)
- 현봉식 : 심장담당 의사 역 (특별출연)
- 안승균 : 새신재단 노동자 역 (특별출연)
- 정다원 : 지성 납치 양복맨 역 (특별출연)

## 참고 사항
- 2023년 2월, 유아인이 마약 사건에 연루되면서 공개가 불투명해졌다. 2024년 9월, 유아인이 프로포폴 등 마약류 상습 투약 혐의로 1심에서 징역 1년을 선고받아 법정 구속 되면서, 그의 다른 출연작인 승부와 함께 사실상 개봉이 무기한 보류되었다.[2] 2025년 3월, 승부가 극장 개봉하면서 이 영화 역시 2025년 공개를 예상하는 의견들이 많았던 중, 동년 5월 개봉으로 확정되었다. 다만 승부와 마찬가지로 유아인은 홍보활동엔 참여하지 않는다.[3]
- 라미란과 신구는 〈월계수 양복점 신사들〉 이후 9년 만에 재회한다.